# لويس بلاك هاميت
لويس بلاك هاميت (بالإنجليزية: Louis Plack Hammett)‏ (7 أبريل 1894 - 9 فبراير 1987) هو كيميائي فيزيائي أمريكي، نشأ في بورتلاند (مين) ودرس في سويسرا وجامعة هارفرد ثم حصل على درجة الدكتوراة من جامعة كولومبيا.